# Smigliai

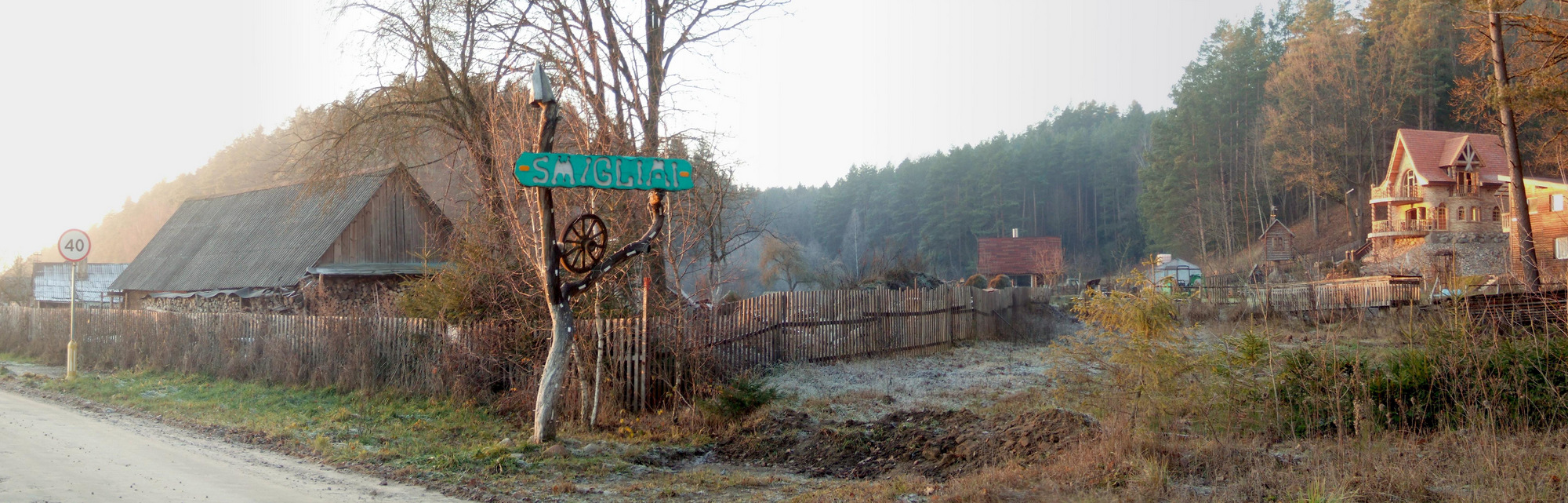
Dorf

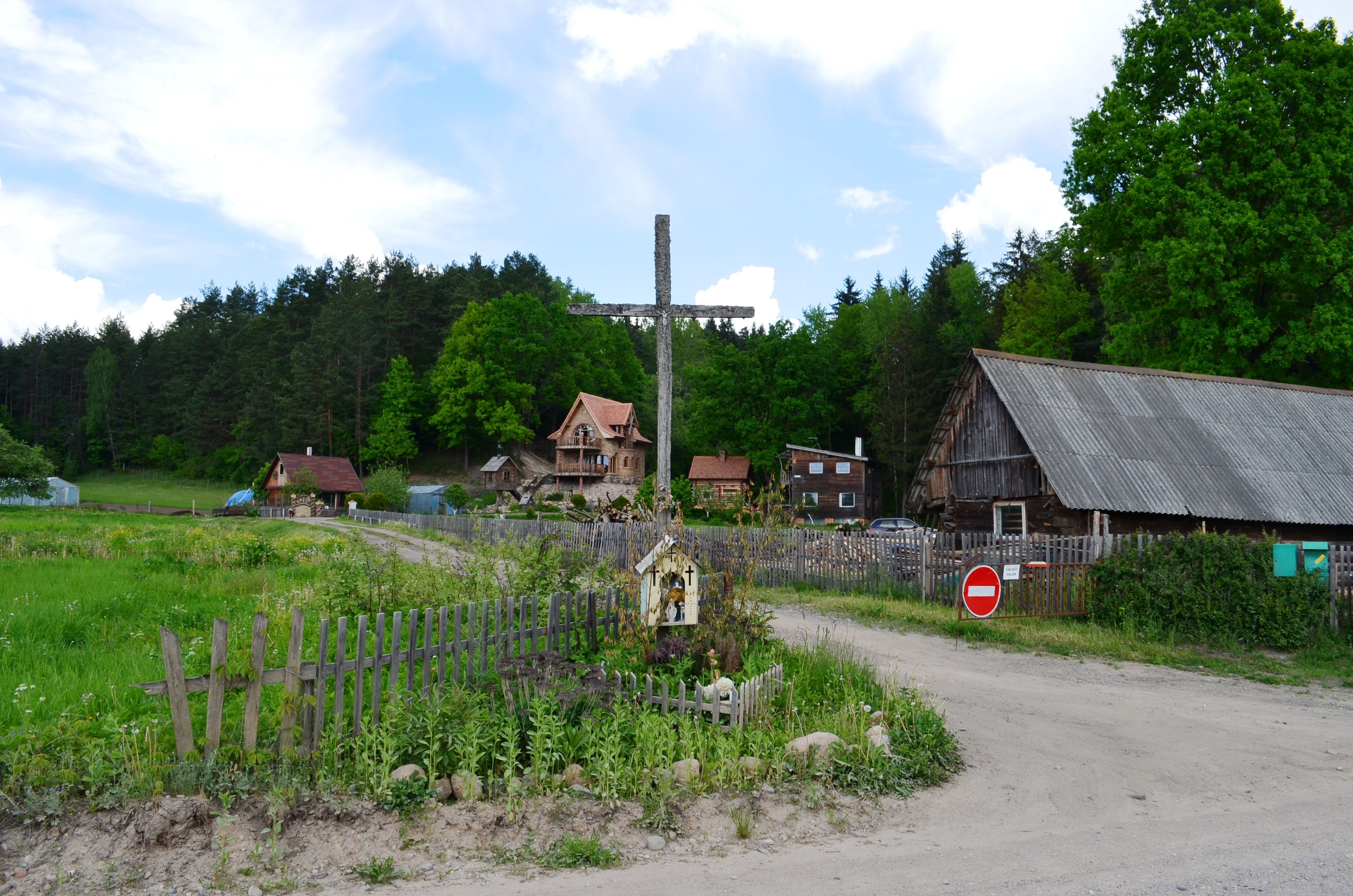
Kreuz

Smigliai ist ein Ort im Amtsbezirk Zujūnai der Rajongemeinde Vilnius, 4,5 km westlich vom  Stadtteil Lazdynai der litauischen Hauptstadt Vilnius. Das Dorf befindet sich im Geomorphologie-Schutzgebiet Grioviai, am rechten Ufer der Neris. Im Norden des Dorfs liegt der Wald Giruliai. Durch Smilgiai geht die Fernstraße Gudeliai–Bieliūnai.  1979 lebten hier 49 Einwohner. Jetzt gibt es 42 Bewohner (Stand 2021). Der Name Smigliai (Szmigle) kommt wahrscheinlich vom polnischen Wort śmigły („hoch, schlank“).

## Personen
- Saulius Skvernelis (* 1970), litauischer Jurist und Politiker, Premierminister Litauens (2016–), ehemaliger Innenminister und Generalpolizeikommissar[1]